# Galléros futómadár
A galléros futómadár (Rhinoptilus cinctus) a madarak osztályának lilealakúak (Charadriiformes) rendjébe, ezen belül a székicsérfélék (Glareolidae) családjába tartozó faj.

## Rendszerezése
A fajt Theodor von Heuglin német utazó és ornitológus írta le 1863-ban, a Hemerodromus nembe Hemerodromus cinctus néven.

## Alfajai
- Rhinoptilus cinctus balsaci (Erard, Hemery & Pasquet, 1993)
- Rhinoptilus cinctus cinctus (Heuglin, 1863)
- Rhinoptilus cinctus emini Zedlitz, 1914
- Rhinoptilus cinctus mayaudi (Erard, Hemery & Pasquet, 1993)
- Rhinoptilus cinctus seebohmi Sharpe, 1893[2]

## Előfordulása
Kelet- és Dél-Afrikában, Angola, Botswana, a Dél-afrikai Köztársaság, Dél-Szudán, Etiópia, Kenya, Namíbia, Ruanda, Szomália, Szudán, Tanzánia, Uganda, Zambia és Zimbabwe területén honos. 
Természetes élőhelyei a szubtrópusi és trópusi cserjések és szavannák. Állandó, nem vonuló faj.

## Megjelenése
Testhossza 28 centiméter, testtömege 122-142 gramm.
|  |  |

## Természetvédelmi helyzete
Az elterjedési területe rendkívül nagy, egyedszáma pedig stabil. A Természetvédelmi Világszövetség Vörös listáján nem fenyegetett fajként szerepel.